# Musée ferroviaire de Kharkiv
Le musée ferroviaire de Kharkiv  (en ukrainien : Музей історії та залізничної техніки Південної залізниці) est l'un des musées d'art contemporain d'Ukraine. Il a été fondé en 1967 à Kharkov.

## Historique
Il se trouve sur l'emprise de la Gare de Kharkiv.

## Édifice

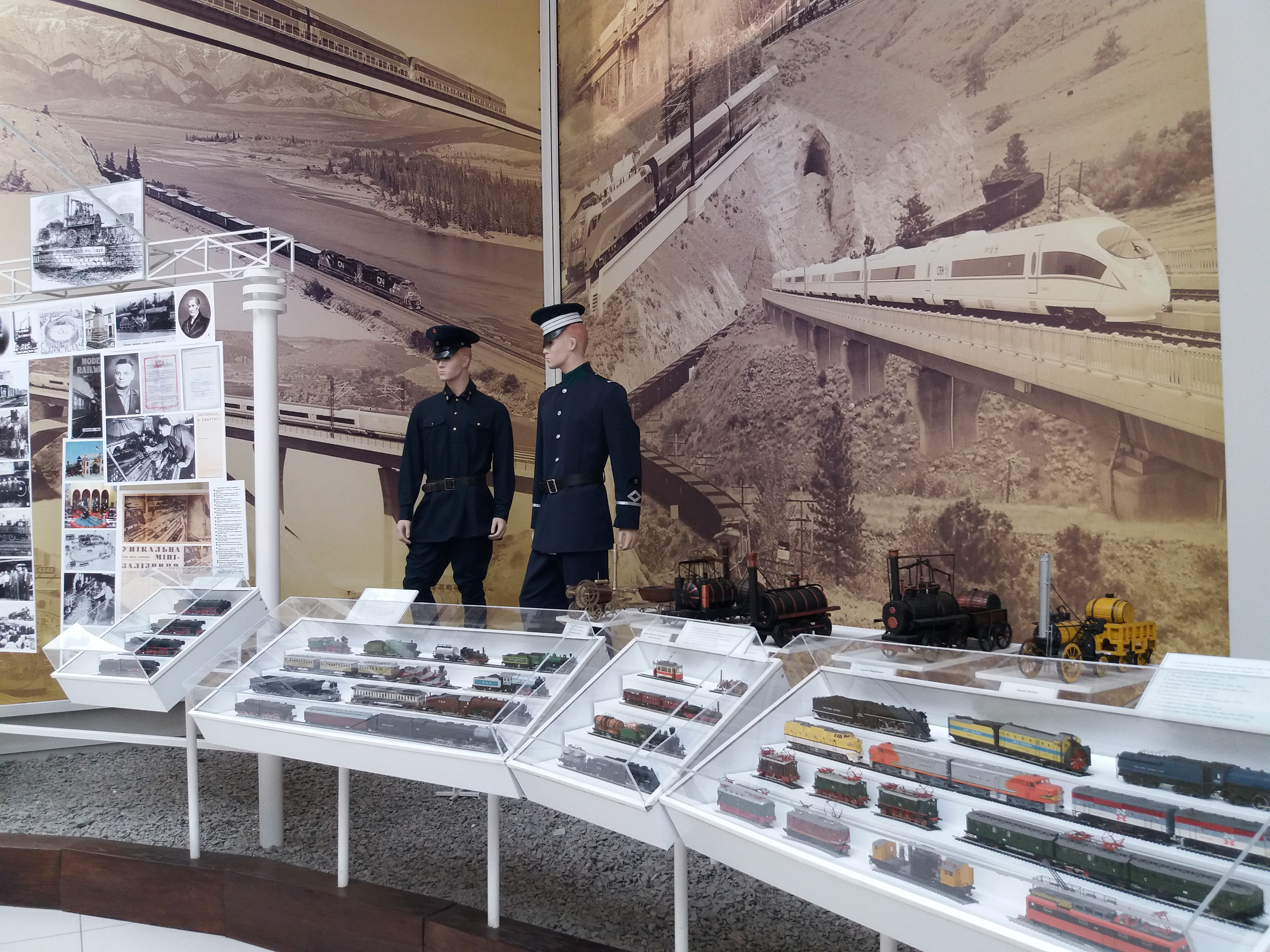
Une salle.

## Collections

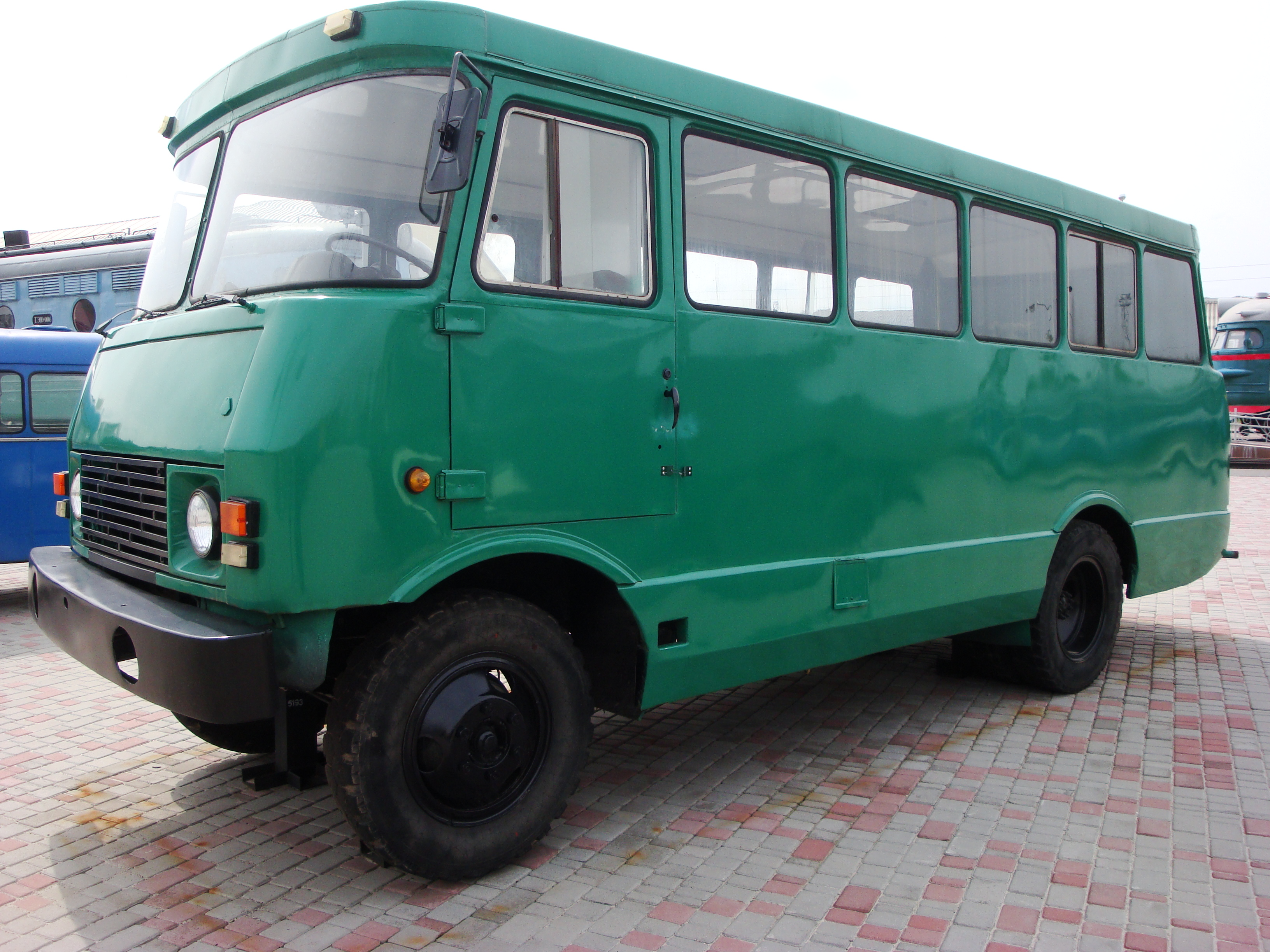
Un bus ТS-3965
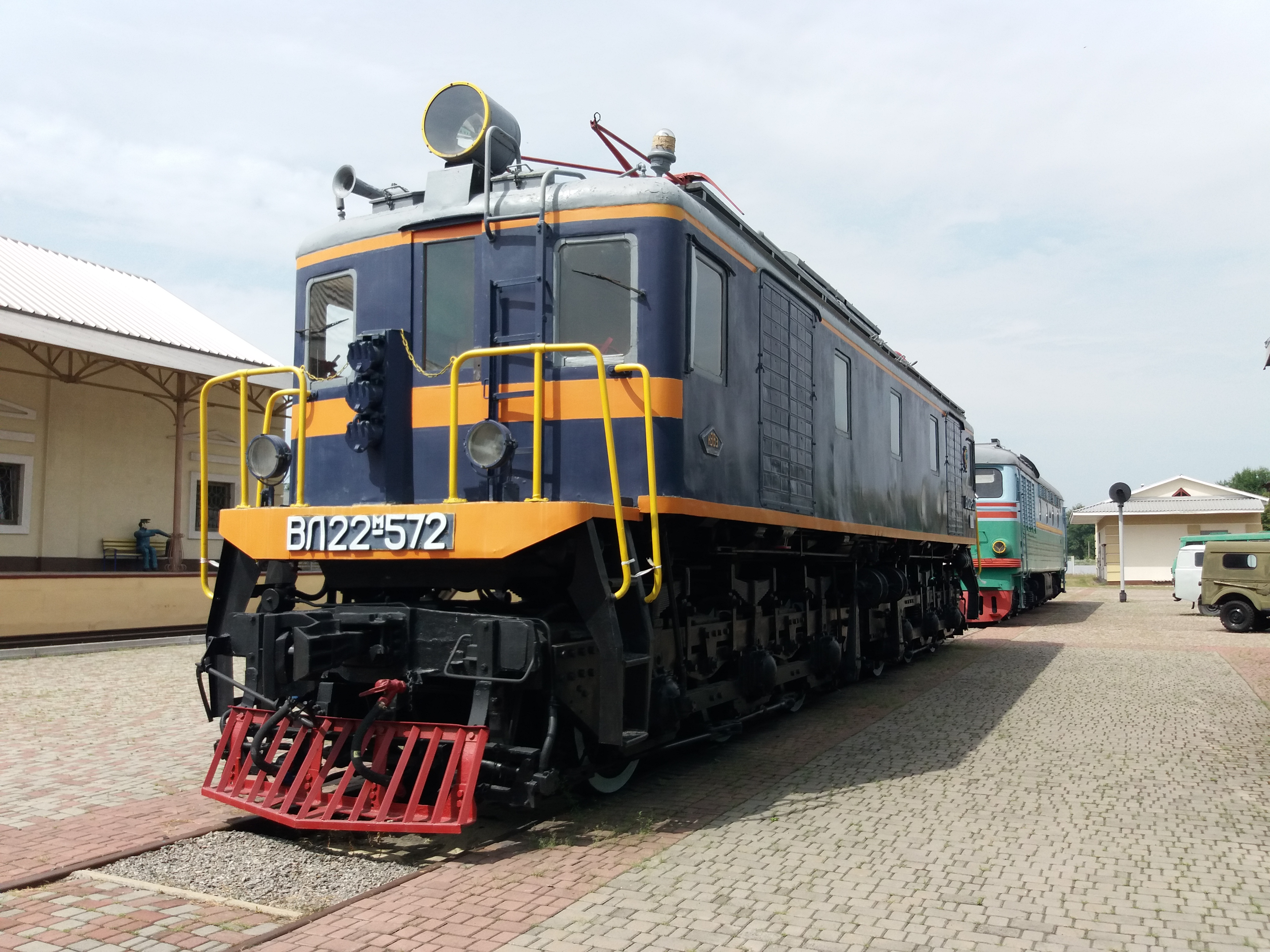
locomotive VL22m 572
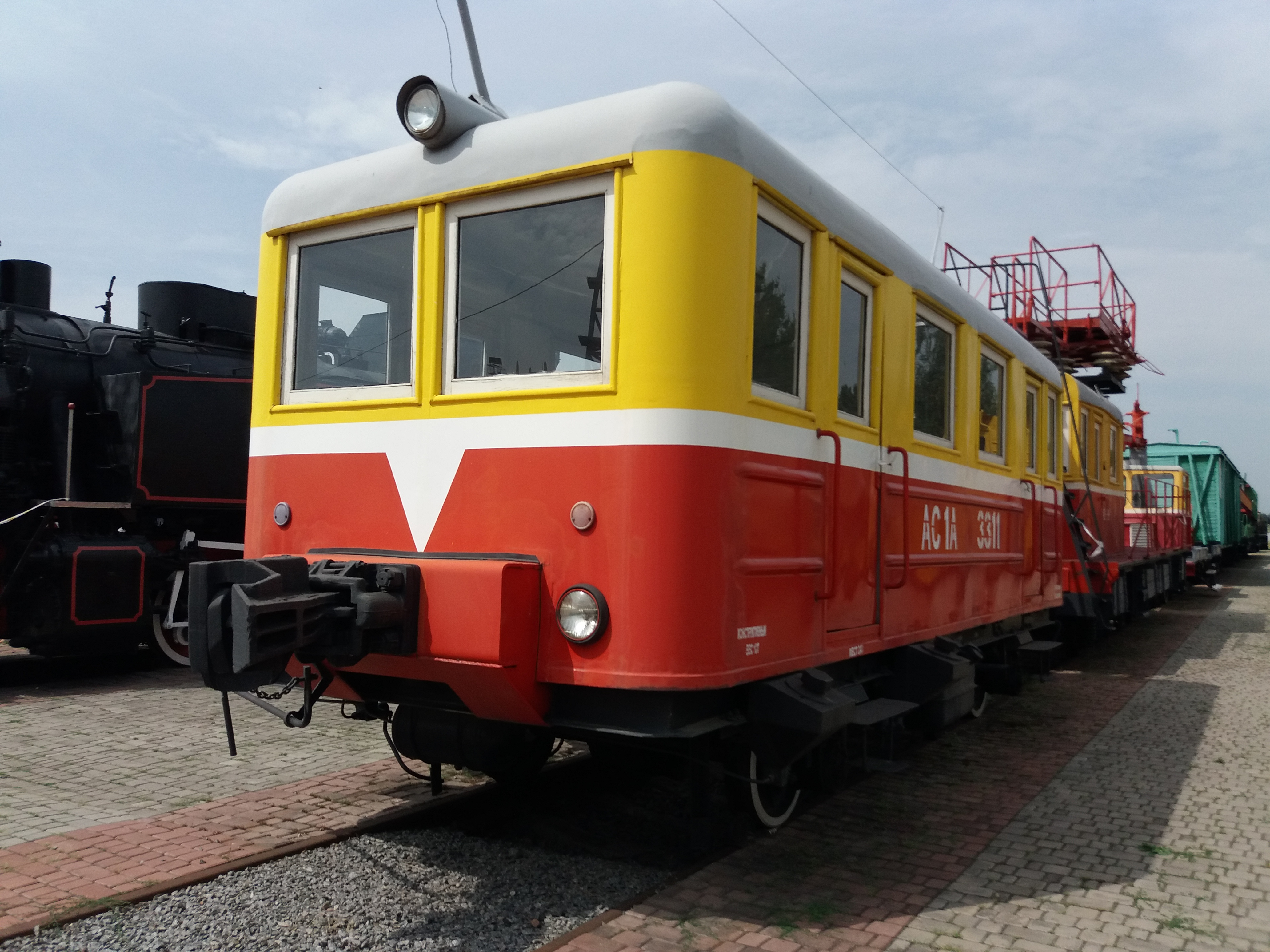
une automotrice AS1A
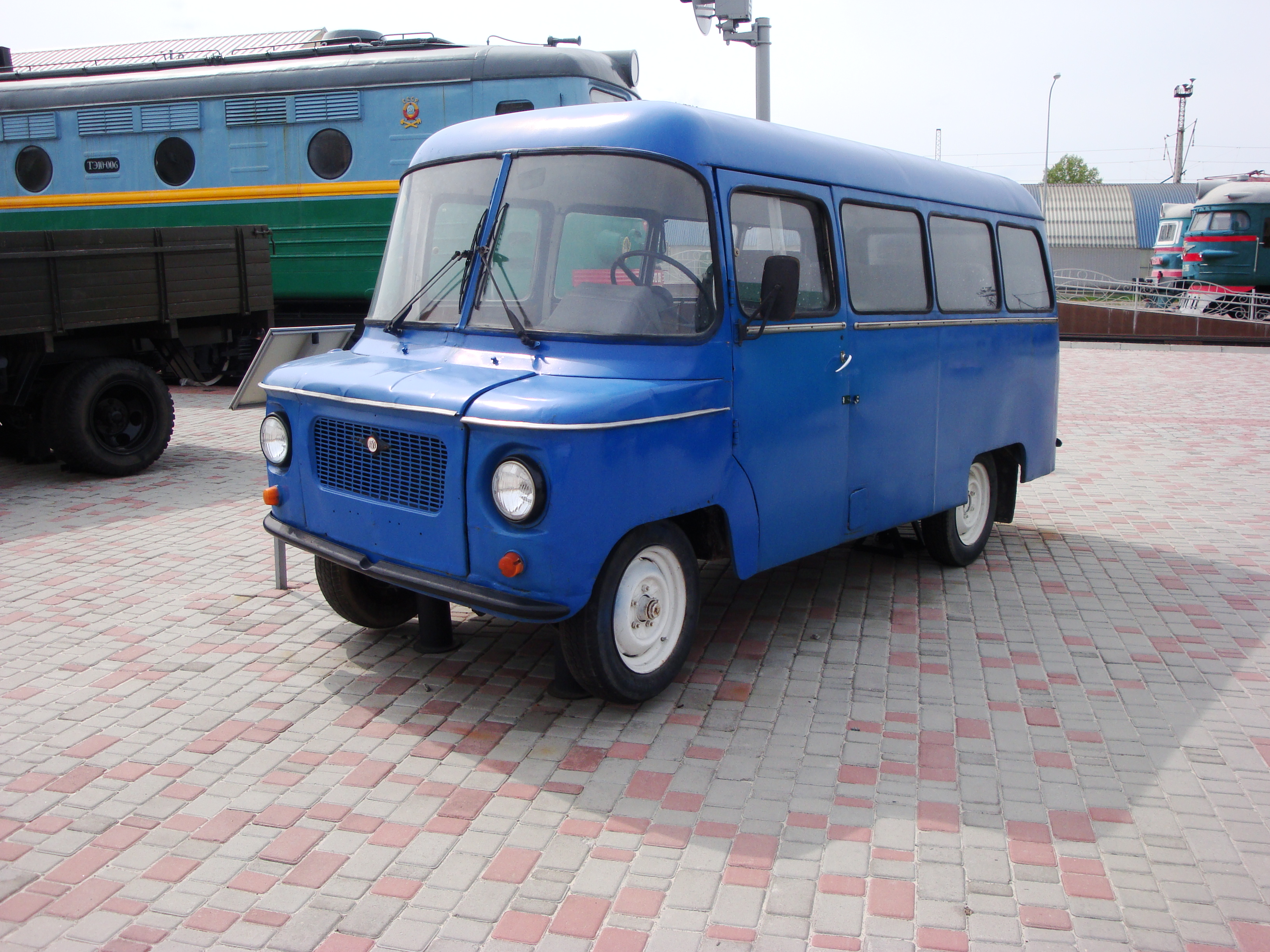
une Nysa 522
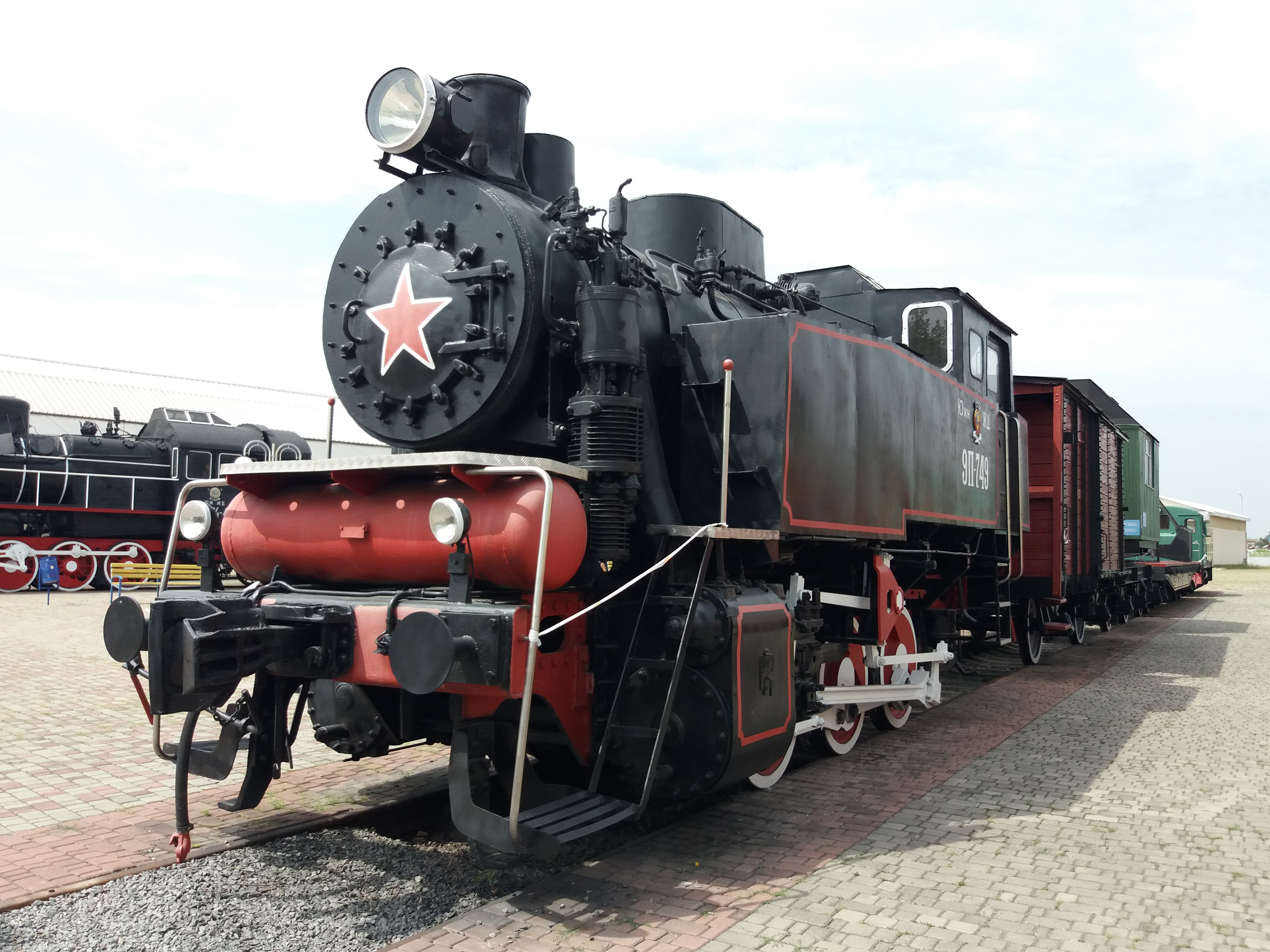
locomotive soviétique 9P-749
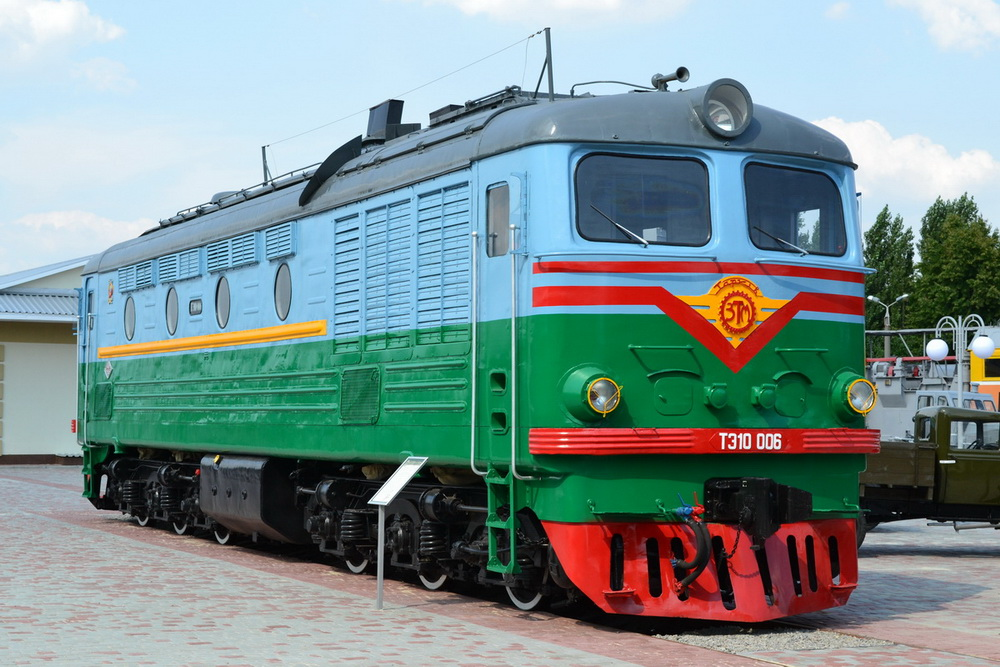
locomotive TE-10 006
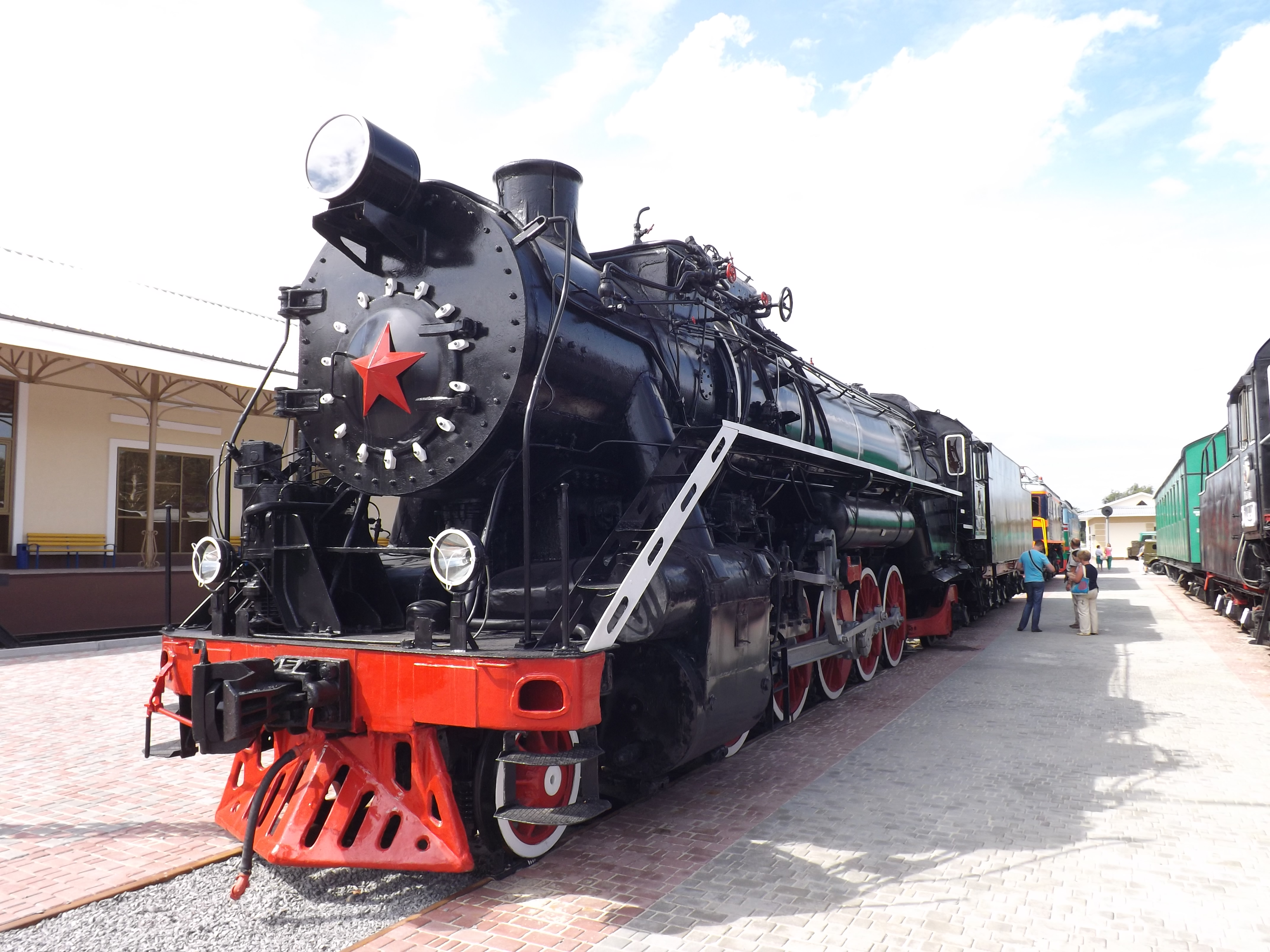
locomotive FD20-2560.